# Acanthocephalus paronai
Acanthocephalus paronai är en hakmaskart som först beskrevs av Condorelli 1897.  Acanthocephalus paronai ingår i släktet Acanthocephalus och familjen Echinorhynchidae. Inga underarter finns listade i Catalogue of Life.